# 아심메트론과
아심메트론과(Asymmetronidae)는 창고기목에 속하는 두삭동물과의 하나이다. 2속 7종으로 이루어져 있다.

## 하위 분류
- 아심메트론속 (Asymmetron) Andrews, 1893
  - 루카얀아심메트론 (Asymmetron lucayanum)
  - 남부아심메트론 (Asymmetron inferum)
- 에피고니크티스속 (Epigonichthys) Peters, 1876
  - 오스트레일리아창고기 (Epigonichthys australis)
  - 바산창고기 (Epigonichthys bassanus)
  - Epigonichthys cingalense
  - Epigonichthys cultellus
  - Epigonichthys hectori
  - 루카얀창고기 (Epigonichthys lucayanum)
  - 몰디브창고기 (Epigonichthys maldivensis)